# 무라카미 다쿠미
무라카미 다쿠미(일본어: 村上 巧, 1989년 9월 12일 ~ )는 일본의 전 축구 선수이다.

## 구단 경력
그는 2012년부터 2019년까지 J리그의 에히메 FC, 로아소 구마모토에서 활동하였다.